# Gruppo d'armate Ovest
Il Gruppo d'armate Ovest fu un gruppo d'armate del Regio Esercito italiano durante la seconda guerra mondiale.
Attivato nell'Italia settentrionale nell'agosto 1939, dopo la dichiarazione di guerra a Regno Unito e Francia il 10 giugno 1940 il gruppo d'armate assunse la direzione delle operazioni belliche alla frontiera italo-francese, anche se la sua autorità fu più nominale che altro. Dopo la resa della Francia, nel luglio 1940 l'unità fu rinominata Gruppo d'armate "a disposizione", assumendo la direzione delle forze italiane schierate nel nord del paese in vista di una possibile invasione del Regno di Jugoslavia; accantonato questo progetto, il comando fu sciolto nell'ottobre 1940.

## Storia

Lo schieramento delle forze italiane alla frontiera francese al 10 giugno 1940

Il comando del Gruppo d'armate Ovest fu attivato a Bra il 29 agosto 1939, giusto pochi giorni prima lo scoppio della seconda guerra mondiale. Responsabile della direzione strategica delle operazioni lungo il confine tra Italia e Francia, il gruppo d'armate controllava la 1ª Armata del generale Pietro Pintor (schierata dal Monte Granero alla costa del Mar Ligure) e la 4ª Armata del generale Alfredo Guzzoni (schierata tra il Monte Granero e il confine con la Svizzera); la 7ª Armata, creata nel giugno 1940 agli ordini del principe Filiberto di Savoia-Genova, fu poi assegnata al Gruppo d'armate Ovest come riserva alle spalle delle altre due. Il comando del gruppo d'armate fu affidato al principe di Piemonte Umberto di Savoia.
Dopo la dichiarazione di guerra dell'Italia a Regno Unito e Francia il 10 giugno 1940, il Gruppo d'armate Ovest assunse nominalmente la direzione delle operazioni belliche contro i francesi nel settore delle Alpi occidentali, anche se la sua autorità fu più formale che altro: il capo di stato maggiore del Regio Esercito, maresciallo d'Italia Rodolfo Graziani, assunse direttamente la guida delle operazioni sul campo rispondendo direttamente del suo operato a Mussolini, e il comando del principe Umberto fu nei fatti tagliato fuori da qualsiasi responsabilità. Schierate in posizioni difensive, il 21 giugno le forze del gruppo d'armate ricevettero improvvisamente l'ordine di sferrare un'offensiva lungo l'intera estensione del fronte nel tentativo di occupare quanto più terreno possibile prima di un crollo della Francia sotto i colpi degli attacchi tedeschi più a nord: in un completo caos organizzativo, le forze italiane furono lanciate allo sbaraglio contro le fortificazioni francesi, ottenendo solo miseri guadagni territoriali al prezzo di pesanti perdite umane prima che le ostilità fossero interrotte dalla stipula dell'armistizio di Villa Incisa il 24 giugno.
Dopo la conclusione delle operazioni contro la Francia, il comando del Gruppo d'armate Ovest fu spostato a Torino e il 10 luglio fu ridesignato come Gruppo d'armate "a disposizione"; incaricato di preparare i piani per un'invasione del Regno di Jugoslavia (Esigenza E), il gruppo d'armate assunse la direzione strategica della 2ª, 4ª, 6ª ed 8ª Armata e del Corpo d'armata alpino, ammassati nell'Italia settentrionale. Accantonato il piano d'invasione della Jugoslavia, nell'ottobre 1940 le unità assegnate al gruppo d'armate furono redistribuite presso altre autorità e il comando del Gruppo d'armate Ovest fu formalmente disattivato il 31 ottobre.